# Große Rennmaus
Die Große Rennmaus (Rhombomys opimus) ist die größte Art der Rennmäuse innerhalb der Nagetiere (Rodentia). Sie ist in großen Teilen Asiens verbreitet und lebt vor allem in Wüsten und Halbwüstengebieten. Die Tiere leben in Kolonien und bauen große Tunnelsysteme mit Nest- und Vorratskammern, die bis zu 2,5 Meter in den Boden reichen können. Sie ernähren sich von Pflanzenmaterialien, die sie einsammeln und in unterirdischen Vorratskammern oder großen Pflanzenhaufen verwahren.

## Merkmale
Die Große Rennmaus erreicht eine Kopf-Rumpf-Länge von etwa 15 bis 18,5 Zentimetern und ist damit die größte Art innerhalb der Rennmäuse. Der Schwanz ist mit 13 bis 16 Zentimeter nochmals etwa genauso lang wie der Körper und die Tiere wiegen etwa 179 bis 275 Gramm. Das Rückenfell ist ockerfarben und hellgrau, wobei es im Bereich des Rumpfes dunkler und an den Schultern heller ist. Das Bauchfell und das Kinn sind mattweiß. Der Schwanz ist sowohl ober- wie unterseits rostbraun und mit längeren schwarzen Haaren durchsetzt. Die Ohren haben eine Länge von 12 bis 19 Millimetern und sind dicht behaart.
Der Schädel hat eine Gesamtlänge von 3,9 bis 4,5 Zentimetern. Er ist deutlich kräftiger als der Schädel der Rennratten (Meriones). Die Schnauze (Rostrum) ist stumpf und die Paukenblase ist nicht deutlich abgeflacht. Weitere spezifische Artmerkmale betreffen die Ausgestaltung der Zähne sowie der Gesichtsknochen.

## Verbreitung
Die Große Rennmaus ist über ein großes Gebiet in Asien vom Iran über Zentralasien, das westliche Südasien bis in die Volksrepublik China und die Mongolei verbreitet. Im Iran sowie in Turkmenistan, Usbekistan und Kasachstan ist die Art weit verbreitet, während das Verbreitungsgebiet in Tadschikistan und Kirgisistan kleiner ist. In Südasien kommt die Art im nördlichen Afghanistan und westlichen Pakistan in der Provinz Belutschistan vor. In China lebt die Große Rennmaus in den Provinzen Xinjiang, Nei Mongol, Gansu und Ningxia. In der Mongolei ist die Art aus den Wüsten und Steppengebieten um die Wüste Gobi bekannt, wobei die nördliche Verbreitungsgrenze durch den südlichen Altai markiert wird.

## Lebensweise

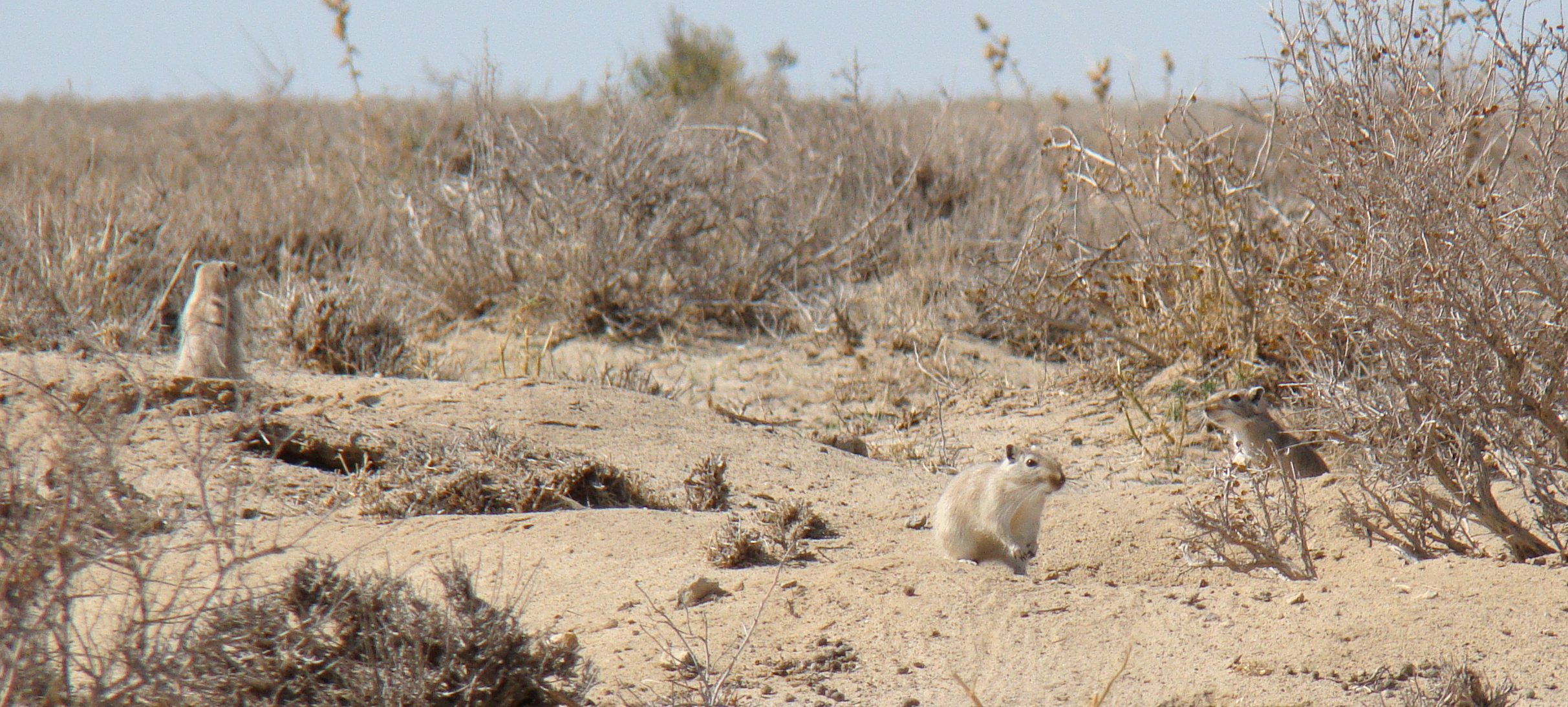
Kolonie der Großen Rennmaus

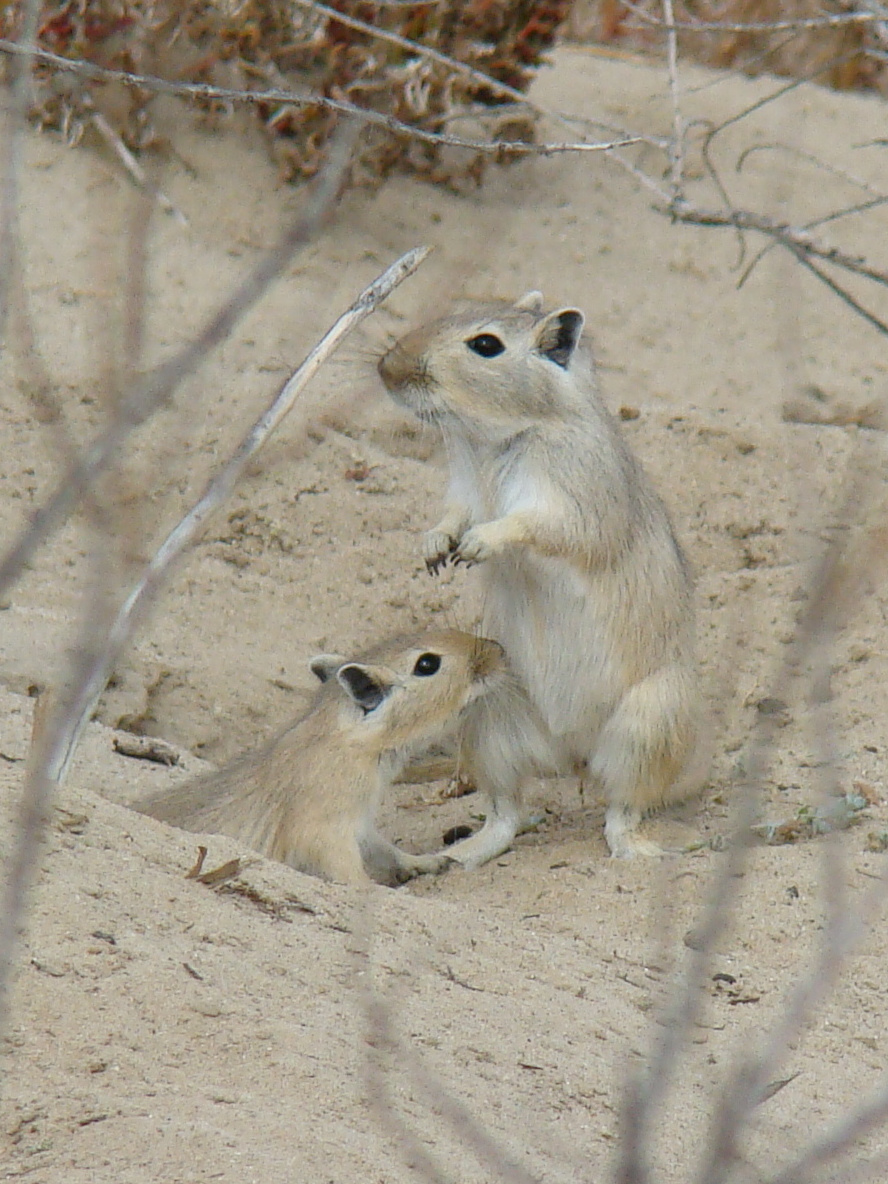
Große Rennmäuse an einem Eingang ihres Baus

Die Große Rennmaus lebt vor allem in Wüsten- und Halbwüstengebieten, insbesondere in trockenen Flussbetten mit Gestrüpp-Vegetation. Sie ist tagaktiv, wobei die Hauptaktivität im Morgengrauen stattfindet. Die Tiere bauen große Tunnelsysteme, die aus langen und tiefen Gängen, Nest- und Vorratsräumen bestehen. Die Eingangslöcher sind groß und vor allem in Winter können die Nestkammern bis zu 2,5 Meter unter dem Erdboden liegen. Sie leben in Familien und mehrere Familien können gemeinsam ein Höhlensystem bewohnen, obwohl die Tiere sich gegenüber anderen Artgenossen und auch anderen Arten territorial verhalten. Andererseits kann eine einzelne Familie auch mehrere Bauten einnehmen. Häufig sind die Großen Rennmäuse mit anderen Rennmäusen vergesellschaftet.
Die Tiere ernähren sich vor allem von sukkulenten Gebüschpflanzen wie Salzkräuter (Salsola). Die Pflanzenteile werden häufig unterirdisch in den Vorratskammern gelagert, allerdings tragen die Tiere sie auch zu Pflanzenhaufen mit einem Durchmesser von zwei bis drei Metern und einer Höhe von bis zu einem Meter zusammen. Durch die Nahrungssuche kann so die Vegetation regional rasch sehr stark reduziert werden, wodurch die Tiere in einigen Gebieten als Schädlinge betrachtet und bekämpft werden.
Die Fortpflanzung kann das gesamte Jahr über stattfinden, wobei die höchste Paarungsaktivität und die meisten Würfe im Sommer liegen. Die Wurfgröße eines Weibchen liegt dabei bei einem bis 14 Jungtieren, in der Regel 4 bis 7.
Zu den Fressfeinden der Großen Rennmaus gehören verschiedene Raubtiere, darunter etwa Füchse wie der Steppenfuchs (Vulpes corsac). Bei Bedrohung stoßen die Rennmäuse Alarmrufe aus und trommeln mit den Hinterbeinen auf den Boden.

## Systematik
Die Große Rennmaus ist die einzige Art der damit monotypischen Gattung Rhombomys innerhalb der Rennmäuse (Gerbillinae). Sie wurde 1823 von Martin Lichtenstein wissenschaftlich erstbeschrieben und 1841 von Wagner der heutigen Gattung zugeordnet. Während Wilson & Reeder 2005 keine Unterarten angibt, listen Smith & Yan Xie 2009 allein vier Unterarten für das Verbreitungsgebiet in der Volksrepublik China.

## Gefährdung und Schutz
Die Art wird aufgrund des großen Verbreitungsgebietes und der angenommenen großen Bestandszahlen und der Annahme, dass die Bestände nicht rückläufig sind, von der International Union for Conservation of Nature and Natural Resources (IUCN) als nicht gefährdet (least concern) gelistet. Bedrohungen für den Gesamtbestand der Art bestehen nicht, lokal könnte sie jedoch durch Lebensraumveränderungen durch Überweidung durch die zunehmende Anzahl von Weidetieren gefährdet sein. Auch die Austrocknung von Wasserstellen und Dürren stellen weitere Risiken dar, wobei unklar ist, ob diese natürlich oder durch den Menschen verursacht sind.

## Belege
1. 1 2 3 4 5 6 7 8 9 10 11  
Darrin Lunde, Andrew T. Smith, Robert S. Hoffmann: Great Gerbil. In: Andrew T. Smith, Yan Xie (Hrsg.): A Guide to the Mammals of China. Princeton University Press, Princeton NJ u. a. 2008, ISBN 978-0-691-09984-2, S. 251–252.
2. 1 2  
 Rhombomys opimus (Memento des Originals vom 31. März 2016 im Internet Archive)  Info: Der Archivlink wurde automatisch eingesetzt und noch nicht geprüft. Bitte prüfe Original- und Archivlink gemäß Anleitung und entferne dann diesen Hinweis.. In: Don E. Wilson, DeeAnn M. Reeder (Hrsg.): Mammal Species of the World. A taxonomic and geographic Reference. 2 Bände. 3. Auflage. Johns Hopkins University Press, Baltimore MD 2005, ISBN 0-8018-8221-4.
3. 1 2 3 4  
Rhombomys opimus in der Roten Liste gefährdeter Arten der IUCN 2012.2. Eingestellt von: S. Shar, D. Lkhagvasuren, S. Molur, 2008. Abgerufen am 17. März 2013.
4. ↑  
Howard O. Clark, James D. Murdoch, Darren P. Newman, Claudio Sillero-Zubiri: Vulpes corsac (Carnivora: Canidae). In: Mammalian Species. Nr. 832, 2008, S. 1–8 (Volltext [PDF; 525 kB]). Volltext, (PDF; 525 kB) (Memento des Originals vom 27. April 2014 im Internet Archive)  Info: Der Archivlink wurde automatisch eingesetzt und noch nicht geprüft. Bitte prüfe Original- und Archivlink gemäß Anleitung und entferne dann diesen Hinweis.